# Before He Cheats
«Before He Cheats» es una canción escrita por Chris Tompkins y Josh Kear, y es el cuarto sencillo del álbum debut de Carrie Underwood, Some Hearts. Fue nombrado el sencillo del año por Country Music Association. Es el sencillo más vendido de Underwood hasta la fecha, con ventas que superan las 3 314 000 descargas digitales, convirtiéndolo en el sencillo más vendido por una ex-American Idol hasta principios de 2012, cuando Kelly Clarkson superó esta cifra, con su sencillo Stronger (What Doesn't Kill You), que vendió más de 3 510 000 copias hasta la fecha. También es el cuarto sencillo country más vendido de la historia (detrás de Lady Antebellum con Need You Now que cuenta con más de 5 712 000 copias; Taylor Swift con Love Story (canción) con 5 520 000 copias y de Swift, You Belong with Me, con 4 120 000 copias).

## Canción

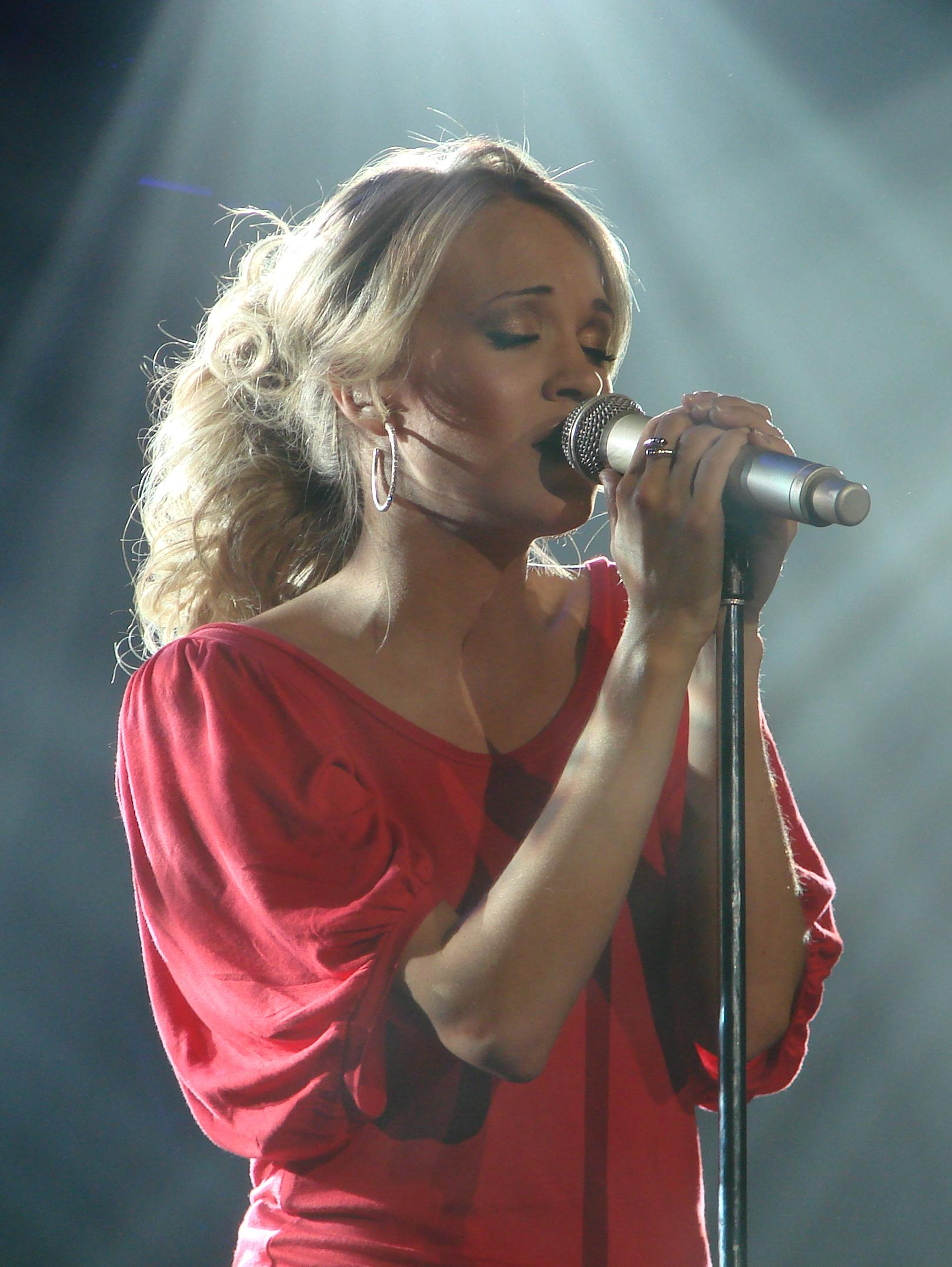
Para promocionar la canción, Underwood interpretó Before He Cheats numerosas veces, lo que ayudó a las ventas del sencillo.

"Before He Cheats" cuenta la historia de una mujer que se venga de su novio/esposo infiel. Ella se lo imagina con una chica "rubia playa", jugando billar, comprándole tragos, bailando y esperando "hacerlo". En un ataque de celos, ella rompe las reglas severamente al destruir un lado del auto de su novio, poniendo su nombre en sus asientos de cuero, destruyendo sus luces delanteras con un bate de béisbol y pinchando las cuatro ruedas. Ella espera que el "piense antes de engañar" otra vez.
"Before He Cheats" ha vendido más de 3 314 000 copias hasta agosto de 2011, convirtiéndose en la cuarta canción country más descargada detrás de "Need You Now" de Lady Antebellum, "Love Story" y "You Belong with Me", ambas de Taylor Swift. La canción ha sido certificada 2x Platino por la RIAA en febrero de 2008. Vendió más de un millón de tonos para celulares. El 30 de julio de 2010, la canción fue oficialmente certificada 3x Platino por la RIAA.

## Video musical
El video musical para la canción "Before He Cheats" fue dirigido por Roma White. Al principio del video se puede ver a Underwood destruyendo el vehículo de su novio con un bate y rayándolo con sus llaves porque su novio/esposo la engañó. Sale del garaje con una chaqueta de cuero y gafas de sol oscuras a buscar a su pareja, el video se intercala con escenas de su novio/esposo (interpretado por Tabb Shoup) besándose con una chica "rubia playa". Mientras el video avanza, se puede ver a Underwood interpretando la canción con unos objetos atrás de ella que van explotando mientras que interpreta la canción. En una parte del video, se puede ver el nombre de Underwood en uno de los asientos del vehículo, lo cual es mencionado en el coro de la canción ("carved my name into his leather seats"/ "puse mi nombre en sus asientos de cuero"). Mientras Underwood camina por una calle donde empuja a todos en busca de su pareja, se pueden observar nombres de bares que existen en la vida real (como el Blues Sandy Boogie Bar), eventualmente, llega al encuentro con su novio, quien continuaba besando a la otra chica, Underwood se ve algo sorprendida pero luego deja las llaves de su auto ahora destruido sobre su trago. Cuando Underwood regresa del encuentro con su novio, camina por una calle vacía, que mientras sonaba la canción, las ventanas y luces explotaban, y varios objetos volaban por los aires. Al final del video se puede observar el vehículo destruido completamente.
La escena donde Underwood empuja a los que se meten en su camino fue grabada en una calle de Nashville, Tennessee. La escena final, donde las cosas explotan al ritmo de la canción, fue grabada en la Fourth Avenue al norte de la calle de la iglesia de Nashville.
El video musical llegó al número nueve en el conteo de CMT 100 Greatest Videos. También entró al número uno de la lista de GAC, Top 50 Videos of the 2000's.

## Recepción
Tanto la canción como el video atrajo a la crítica, donde criticaron su glorificación a la violencia y la "justificación" de actuar de esa manera no puede ser la infidelidad. Por ejemplo, Glenn Sacks, un columnista de problemas de padres e hijos citó a "Before He Cheats" como un ejemplo del "abuso doméstico de doble estándar" manifestado en la cultura popular. Sacks anotó en su artículo que "la canción y el video promueven la violencia doméstica, pero la reacción del público sería diferente si el que destruye el vehículo de su novia infiel fuera un hombre".

## Otras versiones
- El cantante de R&B Joe interpretó la canción en un concierto de Pepsi en Yahoo! Music. Él cambió la letra de la canción para que sea acorde a la perspectiva masculina y tituló a la canción "Before I Cheat".[8]
- En el segundo especial anual "Idol Gives Back", Teri Hatcher interpretó la canción.
- En 2010, Adrianne Leon interpretó un cover de esta canción en la ópera General Hospital.

## Posicionamiento en listas
| Listas (2006–2007)                  | Mejor posición |
| ----------------------------------- | -------------- |
| Canadá (Canadian Hot 100)           | 4              |
| Estados Unidos (Billboard Hot 100)  | 8              |
| Estados Unidos (Mainstream Top 40)  | 9              |
| Estados Unidos (Hot Country Songs)  | 1              |
| Estados Unidos (Adult Top 40)       | 5              |
| Estados Unidos (Adult Contemporary) | 6              |

### Listas de fin de año
| Listas (2006)                | Posición |
| ---------------------------- | -------- |
| US Country Songs (Billboard) | 37       |

| Listas (2007)                | Posición |
| ---------------------------- | -------- |
| US Billboard Hot 100         | 6        |
| US Country Songs (Billboard) | 51       |